# Hollis (Alaska)
Hollis es un lugar designado por el censo ubicado en el Área censal de Príncipe de Gales–Hyder en el estado estadounidense de Alaska. En el Censo de 2010 tenía una población de 107 habitantes y una densidad poblacional de 0,63 personas por km².

## Geografía
Hollis se encuentra en las coordenadas 55°30′39″N 132°42′13″O / 55.51083, -132.70361. Según la Oficina del Censo de los Estados Unidos, Hollis tiene una superficie total de 168.39 km², de la cual 168.37 km² corresponden a tierra firme y (1.55%) 2.6 km² es agua.

## Demografía
Según el censo de 2010, había 107 personas residiendo en Hollis. La densidad de población era de 0,63 hab./km². De los 107 habitantes, Hollis estaba compuesto por el 93.46% blancos, el 0% eran afroamericanos, el 4.67% eran amerindios, el 0.93% eran asiáticos, el 0.93% eran isleños del Pacífico, el 0% eran de otras razas y el 4.67% pertenecían a dos o más razas. Del total de la población el 0.93% eran hispanos o latinos de cualquier raza.

## Localidades adyacentes
El siguiente diagrama muestra a las localidades más próximas a Hollis.